# 谜虫属
谜虫属是一属生活在寒武紀第三期的澄江生物群的罕见节肢动物。该属仅包括模式种膜状谜虫（Saperion glumaceum），正模标本（NIGPAS Cat. No. 115289）产自大坡头剖面。

## 词源
该属属名来自于希腊语“saperion”，指其被发现时分类地位不明；种加词来自于拉丁语“glumaceum（薄膜的）”，指其外骨骼呈膜状。

## 特征
背甲不分节，呈长椭圆形，两侧下陷形成宽浅的一对纵槽，横断面呈宽W形。腹前端具有一正方形的口板，口板之前缘有3个前器，分别位于口板的正中及两侧。触须粗短，由唇板前侧缘向侧后弯曲。附肢为双肢型，外肢由一宽扁的横轴和1长椭圆形的活板所组成。横轴具有鳃叶，其走向与活板平行，横轴与横轴之间具有横向的活动关节。口后的躯干部分共有26对附肢，内肢粗短，由9个腿节组成，末终端有一尖爪。附肢基部具环状褶皱（简称环皱，相当于关节），环皱可能为内肢第一节与外肢横轴连接的一种关节构造。